# Znanstveni menedžment
Znanstveni menedžment ali taylorizem je način organizacije dela, ki predvideva strogo ter natančno odmerjeno porabo časa za posamezne gibe. Temelji na tehnični delitvi dela - načrtovanje, izvrševanje ter nadzor dela so bili ločeni, vsakdo je opravljal izključno svojo funkcijo.
Znanstveni menedžment temelji na študiji Fredericka Winslowa Taylorja (1856–1915), ameriškega inženirja, ki je želel povečati industrijsko učinkovitost. Njegovo delo je v začetku 20. stoletja nadaljeval Henry Ford.